# Jacob Metzinger
Pour les articles homonymes, voir Metzinger.
Jacob Metzinger, né le 7 février 1768 à Saint-Avold (province de Lorraine), mort le 21 août 1845 à Phalsbourg (Moselle), est un colonel français de la Révolution et de l’Empire.

## États de service
Il entre en service le 10 août 1792, dans le 5e bataillon de volontaires de la Moselle, devenu 88e demi-brigade de ligne puis 88e régiment d’infanterie de ligne, en 1803. En 1792 et 1793, il sert aux armées du Nord et de Rhin-et-Moselle. Il est nommé caporal le 3 septembre 1792, sergent le 6 septembre, et sergent-major le 16 décembre suivant.
Il est promu sous-lieutenant le 7 juin 1793, et il prend une part active aux opérations de l’armée de Sambre-et-Meuse de l’an II à l’an IV. Lieutenant le 15 avril 1797 à l’armée d’Italie, il est désigné pour la campagne d’Égypte en 1798. Il reçoit son brevet de capitaine le 31 octobre 1798, et il se distingue le 18 avril 1800, lors du siège du Caire, où il est blessé d’un coup de feu à la cuisse droite. Il se signale aussi par sa belle conduite et son intrépidité au combat, lors du Siège d'Alexandrie le 22 août 1801, ce qui lui vaut un sabre d’honneur le 29 mai 1802.
Classé comme légionnaire de droit dans la 5e cohorte de la Légion d’honneur le 24 septembre 1803, il passe avec son grade dans la Garde des consuls le 21 janvier 1804. Il est fait officier de la Légion d’honneur le 14 juin 1804, et de 1805 à 1807, il participe aux campagnes d’Allemagne, de Prusse et de Pologne, avec la Grande Armée. Il est nommé chef de bataillon le 28 mars 1807, dans la 1re légion de réserve devenue 121e régiment d’infanterie de ligne le 1er mars 1809, et il passe major de ce régiment le 31 mars suivant.
Affecté en Flandre en 1809, il est employé en 1811, au corps d’observation des Bouches-de-l'Elbe, et le 14 mars 1811, il est nommé colonel commandant le 128e régiment d’infanterie de ligne. En 1812, il fait la campagne de Russie à la tête de son régiment, et il donne de nouvelles preuves de valeur et d’habileté à l’affaire de Jacobovo le 29 juillet 1812, où il combat avec intrépidité et reçoit un coup de biscaïen à l’épaule droite. Cette nouvelle blessure et une ophtalmie qu’il traine depuis la campagne d’Égypte, le rendant impropre au service actif, il est admis à la retraite le 4 novembre 1813.
Il meurt le 21 août 1845, à Phalsbourg.

## Sources
- A. Lievyns, Jean Maurice Verdot, Pierre Bégat, Fastes de la Légion-d'honneur, biographie de tous les décorés accompagnée de l'histoire législative et réglementaire de l'ordre, Tome 2, Bureau de l’administration, 1842, 344 p. (lire en ligne), p. 89.
- « Cote LH/1850/7 », base Léonore, ministère français de la Culture
- Alain Chappet, Roger Martin et Alain Pigeard, Le Guide Napoléon : 4 000 lieux de mémoire pour revivre l'épopée, Editions Tallandier, 2005.
- Pierre Brasme, La Moselle Et Ses Soldats: Dictionnaire Biographique Des Gloires Militaires Mosellanes, Editions Serpenoise, 1999.